# 阿维利亚诺
阿维利亚诺（義大利語：Avigliano），是意大利波坦察省的一个市镇。总面积84平方公里，人口11975人，人口密度142.6人/平方公里（2009年）。ISTAT代码为076007。